# Maryja Niepokalanie Poczęta (obraz Bartolomé Estebana Murilla)
Maryja Niepokalanie Poczęta – powstały w 2 poł. XVII w. obraz autorstwa hiszpańskiego barokowego malarza Bartolomé Estebana Murilla.
Obraz znajduje się w zbiorach Muzeum Prado w Madrycie. Powstał w latach 1660–1665.